# Geschwisterliebe
Geschwisterliebe (niem. Miłość rodzeństwa) – piosenka niemieckiego zespołu punkrockowego Die Ärzte z 1986 roku.
Piosenka pojawiła się po raz pierwszy na płycie Die Ärzte w 1986 r., a jej tekst był przyczyną skandalu, ponieważ jej głównym tematem było współżycie seksualne, w którym udział brało dwoje czternastoletnich dzieci, będących rodzeństwem.
Piosenka ta, razem z utworem Claudia hat 'nen Schäferhund 10 czerwca 1987 została zapisana w indeksie zachodnioniemieckiej cenzury obyczajowej, Bundesprüfstelle für jugendgefährdende Schriften, zakazującej wykonywania utworu w obecności nieletnich.